# Contratto unilaterale
Un contratto unilaterale è un contratto che fa sorgere obblighi in capo solo a una o ad alcune delle parti. Si contrappongono ai contratti sinallagmatici o a prestazioni corrispettive, come definiti dal vigente codice civile italiano.

## Caratteri generali
A dispetto del nome, i contratti unilaterali sono pur sempre atti giuridici (e, più precisamente, negozi giuridici) bilaterali o, addirittura, plurilaterali, in quanto imputati a due o più soggetti (le parti del contratto); vanno perciò distinti dai negozi giuridici unilaterali, ad esempio il testamento, che sono invece imputati a un solo soggetto (nell'esempio, il testatore).
Esempi di contratto unilaterale sono il deposito gratuito (per parte della dottrina, anche quello oneroso), il mutuo, la fideiussione, il comodato e la donazione laddove, come in Italia, ha natura contrattuale. Il concetto di contratto unilaterale non coincide con quello di contratto a titolo gratuito, nel quale una parte ottiene un vantaggio senza affrontare alcun sacrificio patrimoniale, che è sopportato unicamente dall'altra o da altre parti: il mutuo oneroso, ad esempio, non fa sorgere obbligazioni in capo a una delle parti, il mutuante, ed è quindi contratto unilaterale, ma comporta sacrifici patrimoniali in capo sia al mutuatario (il pagamento degli interessi), sia al mutuante (la privazione della disponibilità di quanto prestato fino alla restituzione).
La categoria dei contratti unilaterali è propria degli ordinamenti di civil law; infatti, negli ordinamenti di common law non sono considerati contract gli accordi non connotati dalla consideration, lo scambio di prestazioni, e quindi dal sorgere di obblighi in capo a tutte le parti. In questi ordinamenti una promessa priva di consideration può essere resa vincolate solo se fatta con le forme del deed, atto connotato da una serie di requisiti formali. Anche in questi ordinamenti si parla di unilateral contract, ma con un significato diverso: è il contract con il quale una parte fa una promessa non in cambio di una promessa dell'altra parte (come avviene nel bilateral contract) ma di un suo concreto comportamento (executed consideration), sicché il contratto si conclude solo nel momento in cui tale comportamento viene effettivamente tenuto.

## Ordinamento italiano
Nell'ordinamento italiano il vigente Codice civile non parla più di contratto unilaterale, né contiene una definizione dello stesso, come faceva l'art. 1100 del Codice del 1865. All'art. 1333, rubricato Contratto con obbligazioni del solo proponente, stabilisce che: «La proposta diretta a concludere un contratto da cui derivino obbligazioni solo per il proponente è irrevocabile appena giunge a conoscenza della parte alla quale è destinata. Il destinatario può rifiutare la proposta nel termine richiesto dalla natura dell'affare o dagli usi. In mancanza di tale rifiuto il contratto è concluso.»
La disposizione ha suscitato ampio dibattito in dottrina, a cominciare dalla sua portata; è, infatti, diffusa l'idea che non si applichi a tutti i contratti unilaterali. Molti autori ritengono sia applicabile ai soli contratti che sono a titolo gratuito e non prevedono oneri a carico del beneficiario. Sovente si esclude anche che sia applicabile alla donazione, non foss'altro perché, altrimenti, offrirebbe la possibilità di aggirare i requisiti formali degli artt. 769 e segg. c.c. È stata esclusa anche l'applicabilità ai contratti che trasferiscono diritti reali, per lo meno nei casi in cui tali diritti comportano obblighi e responsabilità in capo al titolare. Pare, inoltre, evidente che la norma non trovi applicazione per i contratti reali (deposito, mutuo, comodato ecc.), per il cui perfezionamento è necessaria la materiale consegna della cosa oggetto del contratto.
La dottrina si è anche interrogata sull'incidenza del particolare modo di conclusione disciplinato dall'art. 1333 sulla natura stessa del negozio. Una diffusa ricostruzione vede nel silenzio, serbato dal destinatario sulla proposta, un'accettazione tacita della stessa, ma non manca chi, invece, ritiene che in questo modo la conclusione del contratto prescinda dall'incontro tra proposta e accettazione o, addirittura, che non si sia in presenza di un contratto ma di un negozio unilaterale a effetti bilaterali.